# Zorras
Zorras es una serie de televisión por internet española de drama escrita por Estíbaliz Burgaleta y Flora González Villanueva y dirigida por Aritz Moreno y Ana Vázquez, basada en la trilogía de novelas Zorras, malas y libres de la periodista Noemí Casquet. Está protagonizada por Andrea Ros, Mirela Balic y Tai Fati y producida por Morena Films. Se estrenó en Atresplayer el 16 de julio de 2023.

## Trama
Alicia, Emily y Diana, tres amigas que no tienen nada que ver, se juntan para fundar 'el club de las zorras', con el objetivo de cumplir todas sus fantasías sexuales.

## Reparto

### Reparto principal
- Andrea Ros como Alicia
- Mirela Balic como Emily
- Tai Fati como Diana

### Reparto secundario
- Pilar Castro
- Nico Romero
- Iacopo Ricciotti
- Laura Galán
- Chelís Quinzá
- Aída de la Cruz
- Juan Vinuesa
- Jesús Rubio
- Marta Pons
- Berner Maynés
- Vicenta Ndongo
- Miguel Canalejo como Diego

## Lista de capítulos
| N.º | Título                | Dirigido por | Escrito por                                     | Fecha de lanzamiento original |
| --- | --------------------- | ------------ | ----------------------------------------------- | ----------------------------- |
| 1   | «El kinky club»       | Aritz Moreno | Estibáliz Burgaleta y Flora González Villanueva | 16 de julio de 2023           |
| 2   | «Squirt»              | Aritz Moreno | Estibáliz Burgaleta y Flora González Villanueva | 16 de julio de 2023           |
| 3   | «Bisexual»            | Aritz Moreno | Estibáliz Burgaleta y Flora González Villanueva | 23 de julio de 2023           |
| 4   | «Fantasías»           | Aritz Moreno | Estibáliz Burgaleta y Flora González Villanueva | 30 de julio de 2023           |
| 5   | «Cómo hacer un trío»  | Ana Vázquez  | Estibáliz Burgaleta y Flora González Villanueva | 6 de agosto de 2023           |
| 6   | «BDSM para dummies»   | Ana Vázquez  | Estibáliz Burgaleta y Flora González Villanueva | 13 de agosto de 2023          |
| 7   | «Body Negative»       | Ana Vázquez  | Estibáliz Burgaleta y Flora González Villanueva | 20 de agosto de 2023          |
| 8   | «Anarquía relacional» | Ana Vázquez  | Estibáliz Burgaleta y Flora González Villanueva | 27 de agosto de 2023          |

## Producción
El 13 de diciembre de 2021, durante la gala del Atresplayer Premium Day, Atresmedia Televisión anunció que estaba desarrollando junto a Morena Films una adaptación a serie de la novela Zorras de Noemí Casquet para Atresplayer Premium. La adaptación fue escrita por Estíbaliz Burgaleta y Flora González y dirigida por Aritz Moreno y Ana Vázquez. En agosto de 2022, la serie comenzó su rodaje, con Andrea Ros, Mirela Balic y Tai Fati como protagonistas.

## Lanzamiento
El 30 de mayo de 2023, Atresplayer sacó los pósteres de la serie. En junio de 2023, se anunció que Zorras se estrenaría en la plataforma el 16 de julio de 2023. El 6 de julio de 2023, diez días antes del estreno de la serie, el tráiler de la serie fue lanzado.